# 風夢
『風夢』（ふうむ）は、斉藤由貴の通算4枚目のスタジオ・アルバム。1987年4月21日発売。発売元はキャニオン・レコード（現：ポニーキャニオン）。規格品番はLP：C28A0562、CT：28P6657、CD：D32A0281。

## 背景
LP帯のコピー：頬に触れる風のように、夢のように……
先行シングル「砂の城」の他、本人作詞の楽曲も収録された4枚目のオリジナル・アルバム。前作『チャイム』に続き女性シンガーソングライター・谷山浩子のほか、飯島真理を作曲とコーラスで初起用している。CDはLPと曲順が異なっており、シングル「MAY」「砂の城」のB面「記憶」の2曲が追加収録されている。
歌詞ブックレット巻末のスタッフ・クレジットは、″航海誌″ として掲載されている（たとえば「船主：斉藤由貴、航海長：武部さとし」といった具合）。
収録曲のうち、「街角のスナップ」「家族の食卓」が2008年3月8-9日に数年ぶりに開催された東京・PARCO劇場でのコンサートで披露された。また、同年12月23日に東京・浜離宮朝日ホールで開催されたコンサートでは「12月のカレンダー」「ひまわり」が披露されている。なお、「ひまわり」の歌詞は谷山浩子によるものであるが、この歌詞は元々別の楽曲用に書かれたものである。詳細は項目「チャイム#解説」参照のこと。
「体育館は踊る」「家族の食卓」は、それぞれが斉藤自身が出演したフジテレビのトーク番組『斉藤さんちのお客さま』のオープニング、エンディング・テーマとなった。当楽曲は同年12月発売のコンピレーション・アルバム『YUKI'S BRAND』のCD盤に、イントロの長いロング・バージョンが収められた。2007年には、リアレンジ&ヴォーカル・ニュー・ヴァージョンで、シングル「悲しみよこんにちは（21st century ver.）」の4曲目に収録された。ほか、谷山浩子が「SORAMIMI」をアルバム『水玉時間』（1986年10月21日発売）で、「ひまわり」を『透明なサーカス』（1987年9月5日発売）でセルフカバーしている。
2003年9月18日発売のCD-BOX『斉藤由貴 CD-BOX 1』にリマスタリング音源で収められた。同ボックス・セットは限定生産のため、現在は入手困難となっている。2009年には歌手デビュー25周年企画の一環として、特別なCDプレーヤーを購入することなく高音質再生が可能であるとされるHiQualityCD（HQCD）仕様で発売された。収録曲と曲順はLPに準拠。歌詞ブックレット巻末には制作プロデューサーである長岡和弘のコメント付き。2016年にはUHQCD仕様で発売された。この盤にはLPの曲順が採用され、ボーナストラック3曲を追加収録している。
『家族の食卓』のミュージッククリップは『斉藤さんちのお客さま』のビデオ化に合わせて7分のロングバージョンも制作されビデオ作品として発売された。監督は市川準。「斉藤由貴デビュー25th記念DVD-BOX」にも収録されている。

## 収録曲

### LP／CT
| 全編曲: 武部聡志（特記以外）。 |                          |           |            |       |
| #                              | タイトル                 | 作詞      | 作曲       | 時間  |
| 1.                             | 「ONE」(編曲:崎谷健次郎) | BANDIT    | 崎谷健次郎 | 3:58  |
| 2.                             | 「砂の城」               | 森雪之丞  | 岡本朗     | 3:58  |
| 3.                             | 「12月のカレンダー」     | 森雪之丞  | 岡本朗     | 3:44  |
| 4.                             | 「ひまわり」             | 谷山浩子  | 崎谷健次郎 | 4:27  |
| 5.                             | 「Side Seat」            | 佐藤純子  | 田口俊     | 4:32  |
| 6.                             | 「眠り姫」               | 斉藤由貴  | 飯島真理   | 4:44  |
| 合計時間:                      | 合計時間:                | 合計時間: | 合計時間:  | 25:23 |

| 全編曲: 武部聡志。 |                        |            |            |       |
| #                  | タイトル               | 作詞       | 作曲       | 時間  |
| 1.                 | 「親知らずが痛んだ日」 | 田口俊     | 飯島真理   | 2:58  |
| 2.                 | 「体育館は踊る」       | 斉藤由貴   | 崎谷健次郎 | 3:43  |
| 3.                 | 「街角のスナップ」     | 和泉ゆかり | 亀井登志夫 | 4:19  |
| 4.                 | 「風・夢・天使」       | 斉藤由貴   | 武部聡志   | 4:13  |
| 5.                 | 「家族の食卓」         | 斉藤由貴   | 岡本朗     | 3:18  |
| 合計時間:          | 合計時間:              | 合計時間:  | 合計時間:  | 18:31 |

### CD
| 全編曲: 武部聡志（特記以外）。 |                          |            |            |       |
| #                              | タイトル                 | 作詞       | 作曲       | 時間  |
| 1.                             | 「ONE」(編曲:崎谷健次郎) | BANDIT     | 崎谷健次郎 | 3:58  |
| 2.                             | 「体育館は踊る」         | 斉藤由貴   | 崎谷健次郎 | 3:43  |
| 3.                             | 「親知らずが痛んだ日」   | 田口俊     | 飯島真理   | 2:58  |
| 4.                             | 「Side Seat」            | 佐藤純子   | 田口俊     | 4:32  |
| 5.                             | 「12月のカレンダー」     | 森雪之丞   | 岡本朗     | 3:44  |
| 6.                             | 「記憶」                 | 斉藤由貴   | 鈴木康博   | 4:26  |
| 7.                             | 「ひまわり」             | 谷山浩子   | 崎谷健次郎 | 4:27  |
| 8.                             | 「砂の城」               | 森雪之丞   | 岡本朗     | 3:58  |
| 9.                             | 「MAY」                  | 谷山浩子   | MAYUMI     | 4:46  |
| 10.                            | 「眠り姫」               | 斉藤由貴   | 飯島真理   | 4:44  |
| 11.                            | 「街角のスナップ」       | 和泉ゆかり | 亀井登志夫 | 4:19  |
| 12.                            | 「風・夢・天使」         | 斉藤由貴   | 武部聡志   | 4:13  |
| 13.                            | 「家族の食卓」           | 斉藤由貴   | 岡本朗     | 3:18  |
| 合計時間:                      | 合計時間:                | 合計時間:  | 合計時間:  | 53:25 |

#### 2009年盤
| 全編曲: 武部聡志（特記以外）。 |                          |            |            |       |
| #                              | タイトル                 | 作詞       | 作曲       | 時間  |
| 1.                             | 「ONE」(編曲:崎谷健次郎) | BANDIT     | 崎谷健次郎 | 4:00  |
| 2.                             | 「砂の城」               | 森雪之丞   | 岡本朗     | 4:01  |
| 3.                             | 「12月のカレンダー」     | 森雪之丞   | 岡本朗     | 3:45  |
| 4.                             | 「ひまわり」             | 谷山浩子   | 崎谷健次郎 | 4:30  |
| 5.                             | 「Side Seat」            | 佐藤純子   | 田口俊     | 4:33  |
| 6.                             | 「眠り姫」               | 斉藤由貴   | 飯島真理   | 4:43  |
| 7.                             | 「親知らずが痛んだ日」   | 田口俊     | 飯島真理   | 3:01  |
| 8.                             | 「体育館は踊る」         | 斉藤由貴   | 崎谷健次郎 | 3:44  |
| 9.                             | 「街角のスナップ」       | 和泉ゆかり | 亀井登志夫 | 4:22  |
| 10.                            | 「風・夢・天使」         | 斉藤由貴   | 武部聡志   | 4:16  |
| 11.                            | 「家族の食卓」           | 斉藤由貴   | 岡本朗     | 3:20  |
| 合計時間:                      | 合計時間:                | 合計時間:  | 合計時間:  | 44:15 |

#### 2016年盤
| 全編曲: 武部聡志（特記以外）。 |                                         |            |            |       |
| #                              | タイトル                                | 作詞       | 作曲       | 時間  |
| 1.                             | 「ONE」(編曲:崎谷健次郎)                | BANDIT     | 崎谷健次郎 | 3:58  |
| 2.                             | 「砂の城」                              | 森雪之丞   | 岡本朗     | 3:59  |
| 3.                             | 「12月のカレンダー」                    | 森雪之丞   | 岡本朗     | 3:46  |
| 4.                             | 「ひまわり」                            | 谷山浩子   | 崎谷健次郎 | 4:28  |
| 5.                             | 「Side Seat」                           | 佐藤純子   | 田口俊     | 4:32  |
| 6.                             | 「眠り姫」                              | 斉藤由貴   | 飯島真理   | 4:44  |
| 7.                             | 「親知らずが痛んだ日」                  | 田口俊     | 飯島真理   | 2:59  |
| 8.                             | 「体育館は踊る」                        | 斉藤由貴   | 崎谷健次郎 | 3:44  |
| 9.                             | 「街角のスナップ」                      | 和泉ゆかり | 亀井登志夫 | 4:22  |
| 10.                            | 「風・夢・天使」                        | 斉藤由貴   | 武部聡志   | 4:14  |
| 11.                            | 「家族の食卓」                          | 斉藤由貴   | 岡本朗     | 3:22  |
| 12.                            | 「MAY」(Bonus Track)                    | 谷山浩子   | MAYUMI     | 4:52  |
| 13.                            | 「追い風のポニー・テール」(Bonus Track) | 佐藤純子   | 来生たかお | 4:23  |
| 14.                            | 「記憶」(Bonus Track)                   | 斉藤由貴   | 鈴木康博   | 4:37  |
| 合計時間:                      | 合計時間:                               | 合計時間:  | 合計時間:  | 58:07 |

### 曲解説
1. ONE
  - 『カルピス』テレビコマーシャルソング
2. 砂の城
  - 9枚目のシングル表題曲。富士写真フイルム『AXIA』テレビコマーシャルソング。
3. 12月のカレンダー
4. ひまわり
5. Side Seat
6. 眠り姫
7. 親知らずが痛んだ日
8. 体育館は踊る
  - フジテレビ系トーク番組『斉藤さんちのお客さま』オープニング・テーマ。
9. 街角のスナップ
  - 日本電気『PC-88VA』テレビコマーシャルソング。
10. 風・夢・天使
  - パイプオルガンは、東京・サレジオ教会のもの。演奏は坂戸まみ。
11. 家族の食卓
  - フジテレビ系トーク番組『斉藤さんちのお客さま』エンディング・テーマ。

#### 2016年盤ボーナストラック
1. MAY
  - 8枚目のシングル表題曲。CDのみ収録。映画『恋する女たち』主題歌。
2. 追い風のポニーテール
  - シングル「MAY」B面曲。CDのみ収録。
3. 記憶
  - シングル「砂の城」B面曲。CDのみ収録。

## 関連作品
(#CDのトラック・ナンバー参照)
- YUKI'S BRAND - M-2・6・10・12・13
- Yuki's MUSEUM - M-8・9
- YUKI's BEST - M-9（Remix）
- MYこれ!クション 斉藤由貴BEST - M-8・9
- 斉藤由貴 SINGLESコンプリート - M-6・8・9
- 悲しみよこんにちは（21st century ver.） - M-13（Retake）
- 斉藤由貴 ヴィンテージ・ベスト - M-9（Retake）・M-13（Retake）

## 備考
- 藤田恵美が『ココロの食卓 〜おかえり愛しき詩たち〜』（2008年）で「家族の食卓」をカバーしている。

## 発売履歴
- 1987年4月21日 - LP、規格品番：C28A0562
- 1987年4月21日 - CD、規格品番：D32A0281
- 1987年4月21日 - CT、規格品番：28P6592
- 1989年3月21日 - GOLD CD、規格品番：D35A0479
- 2003年9月18日 - CD-BOX、規格品番：PCCA-1924
- 2009年3月25日 - HQCD（紙ジャケット仕様）、規格品番：PCCA-50135